# Adrian Erlandsson
Pour les articles homonymes, voir Erlandsson.
Adrian Erlandsson (né le 27 octobre 1970 à Malmö en Suède) est un batteur de death metal et de black metal à la carrière prolifique. Il joue actuellement dans Brujeria, Netherbird, Nemhain (avec sa femme) et Paradise Lost. Il a également été membre de At the Gates, The Haunted, Cradle of Filth et Needleye. Adrian a un petit frère (Daniel Erlandsson) qui joue dans le groupe de death metal Arch Enemy et a joué dans Carcass.

## Ses différents groupes
- Vallenfyre (2011–2015)
- Paradise Lost (2009–2016)
- 12 Ton Method Session (The Art of Not Falling EP)
- Netherbird (depuis 2007, session)
- Needleye (2006–2007)
- Cradle Of Filth (1999–2006)
- The Haunted (1996–1999 / depuis 2013)
- At the Gates (1990–1996)
- Heal (1993–1995)
- Skitsystem (1993–1996)
- Terror (1994)
- Nifelheim (1998)
- Witchery (batteur de session, live)
- Decameron (1996–1997)
- Hyperhug (1996–1997)
- Ape (1998–1999)
- Penance (1987–1990)
- Berits Polisonger (1981–1986)